# جنبش مردمی

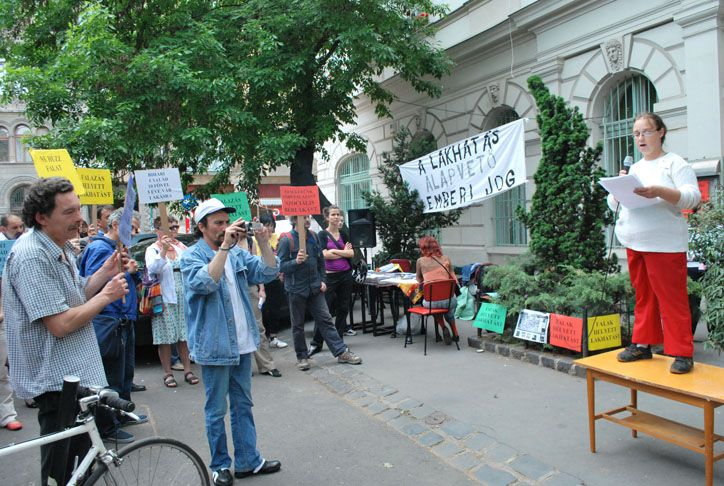
اعتراضی در سال ۲۰۱۰ علیه اخراج اجباری و حقوق مسکن که توسط سازمان مردمی «شهر برای همه» سازماندهی شد، میدان Baktás، بوداپست، مجارستان

جنبش مردمی (انگلیسی: Grassroots movement)، به تلاش‌های سازمان‌یافته‌ای گفته می‌شود که از سطح محلی و با مشارکت مستقیم اعضای جامعه آغاز می‌شود. این جنبش‌ها بر تصمیم‌گیری از پایین به بالا تأکید دارند و به جای تکیه بر ساختارهای قدرت سنتی، بر خودسازمان‌دهی و مشارکت داوطلبانه افراد متکی هستند.
جنبش‌ها و سازمان‌های مردمی از اقدامات جمعی از سطح محلی برای ایجاد تغییر در سطح محلی، منطقه ای، ملی یا بین‌المللی استفاده می‌کنند. جنبش‌های مردمی به جای تصمیم‌گیری از بالا به پایین، با تصمیم‌گیری از پایین به بالا مرتبط هستند و گاهی طبیعی‌تر یا خودانگیخته‌تر از ساختارهای سنتی قدرت در نظر گرفته می‌شوند.

## ویژگی‌ها و راهبردها
مشارکت محلی: جنبش‌های مردمی با تکیه بر مشارکت فعال اعضای جامعه، از طریق اقداماتی مانند برگزاری نشست‌های خانگی، گردهمایی‌های عمومی، نصب پوسترها، جمع‌آوری امضا، کمپین‌های تماس با نمایندگان، و تظاهرات، به دنبال تحقق اهداف خود هستند.
استفاده از شبکه‌های اجتماعی: با گسترش رسانه‌های اجتماعی، این جنبش‌ها از هشتگ‌ها و پلتفرم‌های آنلاین برای سازمان‌دهی، اطلاع‌رسانی و جذب حمایت عمومی بهره می‌برند. نمونه‌هایی مانند #BlackLivesMatter و #MeToo نشان‌دهنده تأثیر این ابزارها در گسترش پیام جنبش‌ها هستند.

## نمونه‌های برجسته
کمپین ریاست‌جمهوری برنی سندرز (۲۰۱۶): این کمپین با تکیه بر کمک‌های مالی خرد، تجمعات گسترده و مشارکت مردمی، به عنوان یک نمونه موفق از جنبش مردمی در عرصه سیاست ایالات متحده شناخته می‌شود.
جنبش کمربند سبز در کنیا: توسط وانگاری ماتای تأسیس شد و با تمرکز بر کاشت درخت و توانمندسازی زنان، به یکی از موفق‌ترین جنبش‌های مردمی در زمینه حفاظت از محیط‌زیست تبدیل شد.

## نقدها و چالش‌ها
مقایسه با رویکردهای بالا به پایین: برخی معتقدند که جنبش‌های مردمی به دلیل ساختار افقی و عدم وجود رهبری متمرکز، ممکن است در دستیابی به اهداف بلندمدت با چالش مواجه شوند.
آستروتورفینگ (Astroturfing): برخی جنبش‌ها ممکن است به‌طور مصنوعی و با حمایت سازمان‌ها یا شرکت‌های بزرگ ایجاد شوند، در حالی که ظاهر مردمی دارند. این موضوع می‌تواند به کاهش اعتماد عمومی منجر شود.

## کاربرد در ورزش
اصطلاح «مردمی» در ورزش به سطوح پایه‌ای اشاره دارد که افراد عادی می‌توانند در آن شرکت کنند. برنامه‌هایی مانند برنامه مردمی فیفا و ابتکار «اهداف برای مردمی» در استرالیا با هدف افزایش مشارکت عمومی و توسعه ورزش در سطوح پایه‌ای طراحی شده‌اند.